# Купридо, Леонид Вячеславович
Леони́д Вячесла́вович Купри́до (род. 4 июля 1967, Солигорск) — белорусский сценарист и актёр, спортивный комментатор, телеведущий. Бывший участник КВН, редактор Высшей лиги (2004—2012).

## Биография
Леонид Вячеславович Купридо родился 4 июля 1967 года в Солигорске. Активно участвовал в школьном КВН. Затем играл в местном народном театре. В 1986—1988 годах проходил воинскую службу в спецназе ГРУ. В 1990-х был сначала спортивным комментатором на телевидении, а затем и редактором спортивно-развлекательных передач. В 1995 году окончил факультет журналистики Белорусского государственного университета. В первой половине 1990-х активный участник высшей лиги КВН команды БГУ. Потом писал сценарии для многих команд. С 2000-х активно участвует в написании сценариев для телесериалов. Особо Леонид известен как автор идеи и автор сценария большинства сезонов популярного сериала «Солдаты».
Работал руководителем сценарного отдела продюсерских компаний «Леан-М», «Костафильм», с 2012 года работает в «Арт Пикчерз Вижн». Обычно Леонид Купридо работает над сценарием сериалов вместе с Александром Булынко, Сергеем Олехником и Александром Тыкуном — свою авторскую группу они назвали «четыре танкиста».
В 2010—2015 годах вёл белорусскую версию телеигры «Брэйн ринг».

## Семья
Жена Любовь Анатольевна Артимович с 1996 года, в прошлом актриса театра «Вольная сцена», снималась в кино. Его тесть — скульптор Анатолий Артимович (род. 1941), художник-скульптор, член
Белорусского союза художников, профессор Белорусской академии искусств, один из создателей мемориалов Брестская крепость, Курган Славы. У Леонида Купридо трое детей: старший сын учится на повара, дочь (род. в 2000) учится в школе, младший сын (род. в 2005).

## Сценарист сериалов
- 1999—2001 — Ускоренная помощь
- 2003 — Герой нашего племени
- 2003 — Капитан Правда
- 2004 — Афромосквич
- 2004—2010 — Солдаты
- 2006 — Дедушка моей мечты
- 2006—2007 — Кадетство
- 2007 — Колобков. Настоящий полковник!
- 2007 — Морская душа
- 2007 — Прапорщик Шматко или Ё-моё
- 2008 — Смальков. Двойной шантаж
- 2009—2010 — Кремлёвские курсанты
- 2009—2011 — Маргоша
- 2010 — Стройбатя
- 2010 — 6 кадров. Новый год!
- 2011 — Метод Лавровой
- 2011 — Папины дочки (17—18 сезоны)
- 2012 — Дневник доктора Зайцевой (2 сезон)
- 2013 — Осторожно: дети!
- 2013—2019 — Молодёжка
- 2015 — Принц Сибири
- 2017 — Жизнь после жизни
- 2021 — Жена олигарха
- 2024 — Молодёжка. Новая смена

## Сценарист кино
- Туман[7]
- Туман 2